# Adolf Hamilton (1874–1936)
Adolf Gustaf Axel Hamilton, född 15 juni 1874 i Barsebäcks socken, Malmöhus län, död 5 april 1936, var en svensk greve och hovstallmästare. 
Efter officersexamen 1898 blev Hamilton underlöjtnant vid Kronprinsens husarregemente i Malmö, löjtnant 1903 och i regementets reserv 1905 samt ryttmästare i reserven 1915.  
Hamilton lämnade militärtjänsten för att ägna sig åt skötseln av sitt fideikommiss, Barsebäcks slott. Han blev hovstallmästare 1923, var ordförande i kommunalstämman och -nämnden i Barsebäcks landskommun, ordförande i kyrkoråd och skolråd, ordförande i fattigvårdstyrelsen samt nämndeman i Rönnebergs, Onsjö och Harjagers häradsrätt.
Hamilton bidrog kraftigt till utvecklandet av ortens kommunikationer, särskilt genom anläggandet av Kävlinge-Barsebäcks Järnväg, den järnväg, som vid Kävlinge sammanlänkade Barsebäckshamn med Västkustbanan. I yngre år framgångsrik kapplöpningsryttare, var högt ansedd som hästuppfödare och främjare av fåraveln samt ordförande i Svenska fullblodsavelsföreningen.